# Gordon (condado de Ashland, Wisconsin)
Gordon es un pueblo ubicado en el condado de Ashland en el estado estadounidense de Wisconsin. En el Censo de 2010 tenía una población de 283 habitantes y una densidad poblacional de 1,02 personas por km².

## Geografía
Gordon se encuentra ubicado en las coordenadas 46°10′41″N 90°45′15″O / 46.17806, -90.75417. Según la Oficina del Censo de los Estados Unidos, Gordon tiene una superficie total de 277.1 km², de la cual 270.47 km² corresponden a tierra firme y (2.39%) 6.63 km² es agua.

## Demografía
Según el censo de 2010, había 283 personas residiendo en Gordon. La densidad de población era de 1,02 hab./km². De los 283 habitantes, Gordon estaba compuesto por el 97.88% blancos, el 0% eran afroamericanos, el 0.35% eran amerindios, el 0.35% eran asiáticos, el 0% eran isleños del Pacífico, el 0.71% eran de otras razas y el 0.71% pertenecían a dos o más razas. Del total de la población el 1.77% eran hispanos o latinos de cualquier raza.